# Eburodacrys quadridens
Eburodacrys quadridens är en skalbaggsart som först beskrevs av Fabricius 1801.  Eburodacrys quadridens ingår i släktet Eburodacrys och familjen långhorningar. Inga underarter finns listade i Catalogue of Life.